# شوخی کردن
شوخی کردن (انگلیسی: Kidding) مجموعه تلویزیونی کمدی-درام ساخته دیو هولستین است که از تاریخ ۹ سپتامبر ۲۰۱۸ از شبکه شوتایم پخش شد. در این مجموعه ستاره‌هایی چون جیم کری، فرانک لانگلا، جودی گریر و کاترین کینر حضور دارند. در ۱۰ اکتبر ۲۰۱۸ این مجموعه برای یک فصل دیگر تمدید شد.